# Montreuil-sur-Brêche
Montreuil-sur-Brêche es una comuna francesa situada en el departamento de Oise, en la región de Alta Francia.

## Demografía
| 398 | 418 | 444 | 408 | 380 | 440 | 483 |
| Para los censos de 1962 a 1999 la población legal corresponde a la población sin duplicidades (Fuente: INSEE [Consultar]) |     |     |     |     |     |     |